# Filip Kurto
Filip Kurto (ur. 14 czerwca 1991 w Olsztynie) – polski piłkarz występujący na pozycji bramkarza w klubie Macarthur FC.

## Kariera klubowa
Filip Kurto zaczął trenować piłkę nożną w zespole Naki Olsztyn, w wieku 7 lat. Występował tam do 2005. Następnie przeniósł się do zespołu OKS-u 1945 Olsztyn, w którym grał przez rok. Kolejnym klubem na drodze młodego bramkarza była Warmia Olsztyn, której barw bronił również przez rok. W 2007 przeszedł do Promienia Opalenica. Po roku gry w drużynach juniorskich klubu z Opalenicy awansował do zespołu seniorskiego, w którym rozegrał 13 spotkań w III Lidze.
W grudniu 2008 przybył na testy do Wisły Kraków. W lutym 2009 ponownie był testowany przez Wisłę i pojechał razem z zespołem na zgrupowanie do Hiszpanii. W marcu podpisał półroczny kontrakt z „Białą Gwiazdą”. W lipcu przedłużył umowę z Wisłą na trzy lata.
W sezonie 2010/2011 zdobył Mistrzostwo Polski z Wisłą Kraków.
W dniu 18 lipca 2018 przedstawiciele Wellington Phoenix ogłosili podpisanie dwuletniej umowy z polskim bramkarzem. Filip Kurto przeniósł się do Nowej Zelandii na zasadzie wolnego transferu z Rody Kerkrade. Zawodnik został trzecim Polakiem w historii A-League. W sezonie 2018/2019 Filip Kurto został wybrany bramkarzem sezonu Hyundai A-League, po czym wraz z trenerem Markiem Rudanem oraz kilkoma innymi zawodnikami Phoenix przeniósł się do nowego klubu ligi – Western United. W lipcu 2020 r. przedłużył o rok kontrakt z klubem z Melbourne.

## Kariera reprezentacyjna
Zadebiutował w reprezentacji Polski U-18 24 marca 2009 w meczu przeciwko Portugalii. W maju wystąpił w dwóch meczach z Belgią oraz w spotkaniu z Węgrami.
13 sierpnia 2009 zagrał swój pierwszy mecz w barwach reprezentacji Polski do lat 19. Następnie grał w reprezentacji U-20 oraz U-21.

## Statystyki
(stan na 21 stycznia 2013)
| Klub              | Sezon     | Liga        | Liga  | Liga   | Puchary krajowe | Puchary krajowe | Puchary europejskie | Puchary europejskie | Suma  | Suma   |
| Klub              | Sezon     | Liga        | Mecze | Bramki | Mecze           | Bramki          | Mecze               | Bramki              | Mecze | Bramki |
| ----------------- | --------- | ----------- | ----- | ------ | --------------- | --------------- | ------------------- | ------------------- | ----- | ------ |
| Promień Opalenica | 2008/2009 | III Liga    | 13    | 0      | 4               | 0               | –                   | –                   | 17    | 0      |
| Wisła Kraków (ME) | 2008/2009 | MESA        | 3     | 0      | –               | –               | –                   | –                   | 3     | 0      |
| Wisła Kraków (ME) | 2009/2010 | MESA        | 9     | 0      | –               | –               | –                   | –                   | 9     | 0      |
| Wisła Kraków (ME) | 2010/2011 | MESA        | 21    | 0      | –               | –               | –                   | –                   | 21    | 0      |
| Wisła Kraków      | 2010/2011 | Ekstraklasa | 2     | 0      | 0               | 0               | 0                   | 0                   | 2     | 0      |
| Wisła Kraków (ME) | 2011/2012 | MESA        | 13    | 0      | –               | –               | –                   | –                   | 13    | 0      |
| Roda JC Kerkrade  | 2012/2013 | Eredivisie  | 18    | 0      | 1               | 0               | –                   | –                   | 19    | 0      |

## Osiągnięcia

### Wisła Kraków
- Ekstraklasa: 2010/2011